# Trachylepis aureopunctata
Trachylepis aureopunctata (золотоплямиста мабуя) — вид сцинкоподібних ящірок родини сцинкових (Scincidae). Ендемік Мадагаскару.

## Поширення і екологія
Золотоплямисті мабуї поширені на заході і південному заході острова Мадагаскар. Вони живуть в сухих тропічних лісах, серед хмизу і чагарників. Зустрічаються на висоті від 15 до 225 м над рівнем моря.